# Franjevački samostan sv. Luke u Jajcu
Franjevački samostan sv. Luke je rimokatolički samostan redovnika franjevaca u Jajcu.

## Povijest
Franjevci su ovaj samostan i susjednu crkvu počeli graditi pod konac turske vladavine.  Samostan su gradili od 1877. godine. Gradnja je nastavljena poslije austro-ugarskog zaposjedanja i potrajala je do 1885. godine. Te je godine samostan pravno uspostavljen. Obnovljen je temeljito u razdoblju 1934. – 35. godine, po projektu poznatog Karla Pařika (Paržika). Arhitektonski izgled znatno je poboljšan, ukrasne kamene dogradnje dale su nove crte što ga je osobito uljepšalo. 
Nakon drugog svjetskog rata jugokomunističke vlasti oduzele su jedan dio samostanskih prostorija. Prostorije su poslije vraćene. Nova obnova bila je 1973. godine. Samostan je obnovljen izvana. 
Za srpske okupacije znatno je razoren grad, uništena većina kulturnih spomenika i vjerskih objekata, što nije zaobišlo ni samostan sv. Luke. U velikosrpskoj agresiji dio samostana uz crkvu je srušen. 
Crkvu Uznesenja BDM su srušile do do temelja i ostala je hrpa ruševina. Od rušenja samostanske i župne crkve Uznesenja Blažene Djevice Marije, netragom je nestao veliki dio muzejskih izložaka, umjetnina, knjiga i arhiva iz samostana.
Grad su nakon tri godine srpske okupacije oslobodile snage HV i HVO. Stanovništvo se vratilo u grad. Franjevci su se vratili među prvima. Pastoral se odvijao u teškim uvjetima, u prizemlju osnovne škole. Ondje su slavili svete mise i dijelili sakramente sljedećih pet godina. Obnova samostana započela je 1995. i trajala je nekoliko godina. Susjedna crkva Uznesenja BDM čekala je na obnovu nekoliko godina više.
Samostan krase umjetnine starije i novije provenijencije. Od starijih slika istaknuta je slika italogrčkog majstora iz 17. stoljeća, a od suvremenih to su djela akademskog slikara Mirka Čurića iz Sarajeva. Slike su rađene u frizu. U samostanskoj riznici navlastito se kulturno-povijesnim i umjetničkim značenjem ističu predmeti praktične crkvene namjene.

## Muzejska zbirka
U samostanu se nalazi mala muzejska zbirka. Bogata je spomenicima iz antike, starokršćanskog doba, srednjeg vijeka, zatim mala etnografska zbirka, bogata knjižnica s djelima iz povijesti, filozofije, teologije, književnosti, mnoštvo časopisa i listova iz austro-ugarskog i novijeg doba, vrijedni rukopisi i matične knjige.

## Vanjske poveznice
- Franjevački samostan Jajce  Arhivirana inačica izvorne stranice od 5. siječnja 2017. (Wayback Machine)
- Franjevačka provincija Bosna Srebrena  Arhivirana inačica izvorne stranice od 20. prosinca 2016. (Wayback Machine) Samostani - Samostan sv. Luke i župa Uznesenja BDM
- Banjolučka biskupija Župa Jajce